# Cross Plains (Texas)
Cross Plains ist eine Stadt im Callahan County im Bundesstaat Texas der Vereinigten Staaten. Das U.S. Census Bureau hat bei der Volkszählung 2020 eine Einwohnerzahl von 899 ermittelt.

## Geografie
Die 3,1 km² große Stadt liegt im Südosten des Countys, etwas nördlich des geografischen Zentrums von Texas.

## Geschichte
Die ehemalige Ansiedlung hatte die Namen Turkey Creek und Schleicher. 1877, mit der Inbetriebnahme des ersten Postbüros, wurde sie in den heutigen Namen umbenannt. 1880 hatte Cross Plains 25 Einwohner, 1885 waren es 175. Stadtrecht bekam der Ort 1910 mit 600 Einwohnern. Seit 1909 erscheint die Zeitung „Cross Plains Review“. 1912 erreichte die Texas Central Railway Cross Plains. Als 1925 in der Nähe Öl entdeckt wurde, entwickelte sich der Ort zu einem Nahversorgungszentrum für landwirtschaftliche Produkte. 1940 lag die Bevölkerungszahl bei 1.229 und blieb bis in die 1980er Jahre nahezu stabil. Nachdem die Eisenbahnstrecke nach Cross Plains eingestellt worden war, sank die Einwohnerzahl 1990 auf 1.063.

## Demografische Daten
Nach der Volkszählung im Jahr 2000 lebten hier 1.068 Menschen in 432 Haushalten und 285 Familien. Die Bevölkerungsdichte betrug 343,6 Einwohner pro km². Die Bevölkerung setzte sich aus etwa 97 % Weißen ½ % amerikanischen Ureinwohnern 2 % aus anderen zusammen. 5,34 % der Bevölkerung waren spanischer oder lateinamerikanischer Abstammung.
Von den 432 Haushalten hatten 28,9 % Kinder unter 18 Jahre, die im Haushalt lebten. 50,2 % davon waren verheiratete, zusammenlebende Paare. 10,6 % waren allein erziehende Mütter und 33,8 % waren keine Familien. 32,2 % aller Haushalte waren Singlehaushalte und in 19,4 % lebten Menschen, die 65 Jahre oder älter waren. Die Durchschnittshaushaltsgröße betrug 2,40 und die durchschnittliche Größe einer Familie belief sich auf 3,03 Personen.
25,1 % der Bevölkerung waren unter 18 Jahre alt, 7,3 % von 18 bis 24, 21,7 % von 25 bis 44, 22,4 % von 45 bis 64, und 23,5 % die 65 Jahre oder älter waren. Das Durchschnittsalter war 42 Jahre. Auf 100 weibliche Personen aller Altersgruppen kamen 84,1 männliche Personen. Auf 100 Frauen im Alter von 18 Jahren und darüber kamen 81,0 Männer.
Das jährliche Durchschnittseinkommen eines Haushalts betrug 22.235 USD, das Durchschnittseinkommen einer Familie 27.500 USD. Männer hatten ein Durchschnittseinkommen von 22.188 USD gegenüber den Frauen mit 17.955 USD. Das Prokopfeinkommen betrug 13.284 USD. 23,3 % der Bevölkerung und 18,5 % der Familien lebten unterhalb der Armutsgrenze. Davon waren 33,3 % Kinder und Jugendliche unter 18 Jahren und 19,0 % waren 65 oder älter.

## Robert E. Howard

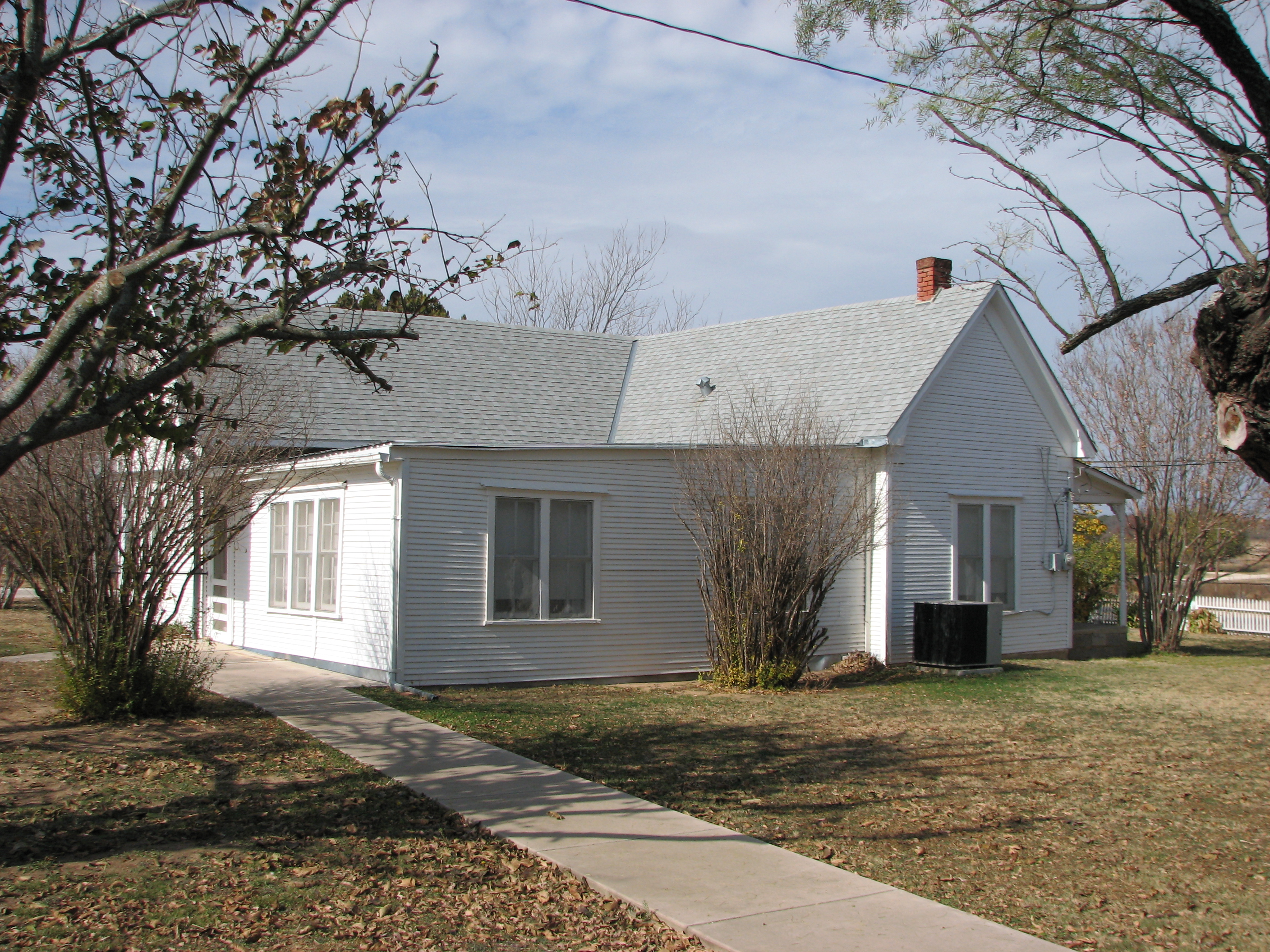
Das Robert E. Howard Museum, ehemaliges Zuhause des Autors

Der Pulp-Fiction-Autor Robert E. Howard, der u. a. die Figur Conan der Barbar schuf, lebte von seinem 13. Lebensjahr im Jahr 1919 bis zu seinem Tod im Jahr 1936 in Cross Plains. Sein ehemaliges Haus in Cross Plains ist heute ein Museum. Jedes Jahr veranstaltet Cross Plains am zweiten Juniwochenende die Robert E. Howard Days und ein Barbarenfestival.